# 25475 Lizrao
A 25475 Lizrao (ideiglenes jelöléssel 1999 XY40) a Naprendszer kisbolygóövében található aszteroida. A LINEAR projekt keretében fedezték fel 1999. december 7-én.